# Cantón de Prayssas
El cantón de Prayssas era una división administrativa francesa, que estaba situada en el departamento de Lot y Garona y la región de Aquitania.

## Composición
El cantón estaba formado por nueve comunas:
- Cours
- Granges-sur-Lot
- Lacépède
- Laugnac
- Lusignan-Petit
- Madaillan
- Montpezat
- Prayssas
- Saint-Sardos

## Supresión del cantón de Prayssas
En aplicación del Decreto n.º 2014-257 de 26 de febrero de 2014, el cantón de Prayssas fue suprimido el 22 de marzo de 2015 y sus nueve comunas pasaron a formar parte del nuevo cantón de Le Confluent.